# ガビン・レイ
ガビン・レイ（Gavin Ray　1985年3月1日）は南アフリカ共和国の野球選手。ポジションは外野手。身長178cm。体重76kg。左投左打。現在は国内リーグのマスタングスでプレーしている。
2006年のWBCでは南アフリカ代表に選出され、メキシコ戦では代打で出場した。
2007年のIBAFワールドカップにも出場している。
2009年のWBCでも南アフリカ代表に選出され、メキシコ戦で途中出場した。